# Lew Arkadjew
Lew Arkadjewicz Arkadjew (ros. Лев Арка́дьевич Арка́дьев;  ur. 18 września 1924, zm. 11 września 2003) – radziecki i rosyjski pisarz, scenarzysta i dziennikarz.
Autor m.in. książek dla dzieci. Członek Związku Filmowców ZSRR. W czasie wielkiej wojny ojczyźnianej służył w Armii Czerwonej. Pochowany na Cmentarzu Wagańkowskim w Moskwie.

## Wybrane scenariusze filmowe

### Filmy fabularne
- 1963: Królestwo krzywych zwierciadeł

### Filmy animowane
- 1956: Bajka o przebiegłym szakalu i dobrym wielbłądzie